# Peter, das Kaninchen
Peter, das Kaninchen ist ein Kinderbuch von Irma Wilde, das 1956 in Deutschland erschien. Ursprünglich stammte es aus den USA. Es erschien dort 1950 unter dem Titel The Hungry Little Bunny beim Verlag Wonder Books, Inc., New York.
Verlegt wurde es in Deutschland durch den Carlsen Verlag aus Hamburg im Rahmen der Kinderbuchreihe Wunder-Bücher (Heft 10).

## Handlung
Das Kaninchen Peter bekommt von seiner Mutter das Frühstück vorgesetzt und möchte nicht essen. Er schmeißt seine Futterschale zu Boden, woraufhin die Mutter ihm sagt, dass er gern fortgehen könne und nach etwas Besserem zu essen suchen könne. Daraufhin verlässt Peter sein Zuhause und trifft unterwegs neun verschiedene Tiere, die ihr Essen mit ihm teilen möchten. Jedoch will er weder den Knochen des Hundes noch den Käse der Maus noch das Essen der anderen Tiere fressen. Daraufhin resigniert Peter und kehrt nach Hause zurück, wo seine Mutter bereits mit einer Schale Möhren auf ihn wartet. Er freut sich und verspricht nun immer artig zu sein. 

### Lehre
Das Buch soll Kindern zeigen, dass sie auf ihre Eltern hören müssen und die Eltern es immer gut mit ihnen meinen. Zur Veranschaulichung werden dabei menschliche Eigenschaften wie bei einer Fabel auf Tiere übertragen. Zielgruppe des Buches sind Kinder im Alter zwischen 3 und 6 Jahren. 
Darüber hinaus wird durch das Buch vermittelt, welches Tier welche Nahrung frisst, wobei man sich allerdings an kindlichen Klischees orientierte (Maus und Käse, Hund und Knochen etc.).

## Gestaltung
Das Buch umfasst 24 Seiten, wobei auf jeder Seite etwa ein bis drei Sätze der Handlung stehen und darunter ein großes Bild von Peter und dem ihm begegnenden Tier samt seiner Nahrung zu sehen ist. Der Stil der Malereien ist relativ realitätsnah, wobei die Figuren dicker und runder als in Natura und mit besonders großen Augen dargestellt sind. Der Stil ist dabei typisch für die 1950er-Jahre in den USA.